# Kaukausib
Der Kaukausib ist ein Rivier im ehemaligen Diamantensperrgebiet im Süden Namibias.

## Verlauf
Auch häufig als Kaukausib-Mulde (siehe Vlei) bezeichnet, verläuft er mitten in der Namib von Süden gegen Nord-Nordwesten. Am oberen Ende des Kaukausib befindet sich eine Quelle, die während des ganzen Jahres Wasser führt und die verschiedenen Tieren, vor allem Oryx und Straußen, eine Tränke ist. Die Kaukausib-Quelle liegt 62 km südöstlich von Lüderitz und 40 km östlich der Atlantikküste auf 375 m. ü. M. (1235 ft). Auf dem Bild rechts sind an der Quelle verschiedene Oryx zu sehen. Ein Dutzend Strauße entfernen sich von der Quelle in Richtung der linken unteren Ecke des Bildes.
Das Einzugsgebiet beträgt 5481 km².

An der Kaukausib-Quelle wurden früher die Ochsen auf dem Marsch von Lüderitzbucht nach Aus getränkt. 

„... und bald darauf war die Wasserstelle Kaukausib erfüllt von Lärm und Staub, von Gestampf und Ochsengebrüll.“

Im Buch Diamonds in the Desert wird beschrieben, wie August Stauch Anfang des 20. Jahrhunderts ein Unternehmen mit dem Namen Kaukausibtal Diamantengesellschaft gegründet hat.

Einzugsgebiet Kaukausib